# Нуссвиллер-Сен-Набор
Нуссвилле́р-Сен-Набо́р (фр. Nousseviller-Saint-Nabor) — коммуна во французском департаменте Мозель региона Лотарингия. Относится к кантону Беран-ле-Форбаш.	

## География
Нуссвиллер-Сен-Набор расположен в 60 км к востоку от Меца, в 10 км к юго-востоку от центра округа Форбаш и в 7 км к западу от Саргемина. 
Соседние коммуны: Рулен на северо-востоке, Юнден и Мецен на юге, Дьеблен на юго-западе, Тантелен на северо-западе. Коммуна включает бывшие коммуны Нуссвиллер, Сен-Нарбор и Кадабронн.

## История
- Следы древнеримского тракта.
- В 875 году деревня Нуссвиллер входила в церковь Максстада, позже принадлежала аббатству Сент-Арнуаль.

## Демография
По переписи 2010 года в коммуне проживало 1069 человек.	

## Достопримечательности
- Церковь Сен-Набор, сооружена в 1763 году,  переделана в 1902; алтарь XVIII века, хорыначала XX века, статуя святого Николая XVIII века.